# Gmina Goodrich (Iowa)

Położenie Gminy Goodrich w hrabstwie Crawford

Gmina Goodrich (ang. Goodrich Township) – gmina w USA, w stanie Iowa, w hrabstwie Crawford. Według danych z 2000 roku gmina miała 315 mieszkańców, a jej powierzchnia wynosi 93,3 km².